# Удай Сингх Ратхор
Удай Сингх Ратхор, также известный как Мота Раджа (Толстый раджа) (13 января 1538 — 10 июля 1595) — раджпурский раджа княжества Марвар (1583—1595), который позже стал известен как Джодхпур (в современном индийском штате Раджастхан). Он также был дедом по материнской линии Шах-Джахана, пятого императора Великих Моголов, и предком всех последующих императоров.

## Ранняя жизнь
Родился 13 января 1538 года в Джодхпуре. Сын Малдео Ратхора (1511—1562), раджи Марвара (1532—1562), и Рани Сваруп Девиджи. Он также был старшим и единственным полнородным братом Чандрасена (1541—1581), раджи Марвара (1562—1581), преемника Малдео.
Когда Рао Малдео выдвинул на трон своего младшего брата Чандрасена, Удай Сингх поднял некоторую суматоху. Чтобы успокоить его, его мать попросила Малдео дать ему Фалоди.

## Война за наследство
После смерти Рао Малдео в 1562 году на трон Марвара взошел Чандрасен, младший брат Удая Сингха.
Хотя Марвар не следовал закону о первородстве, редко когда право старшего сына отменялось. Таким образом, братоубийственная война за престолонаследие была обеспечена.
По наущению вождей и знати Чандрасена его старший брат Удай Сингх восстал в Гагани. В то же время Рамчандра и Раймал также восстали в Сайоте и Дунде соответственно. Однако оба сбежали, чтобы не столкнуться с армией Чандрасена. Но Удай Сингх сражался с армией Чандрасена и потерпел поражение при Лохавате в декабре 1562 года. В этом сражении обе стороны понесли большие потери в людях и технике. Удай Сингх нанес удар топором Чандрасену, и он также получил удар от Равала Мегх Раджа. Его жизнь спас Хаде Кхичи, который вывез его с поля боя на своей лошади.
К сожалению, эта война ослабила княжество Ратхор, когда могольский император Акбар заключал дружественный союз с другими вождями раджпутов . Таким образом, Марвар вскоре попал под власть Империи Великих Моголов. У Чандрасена не было союзников, и все его братья и другие вожди раджпутов (кроме Мевара) выступили против него. Чандрасен остался в полной изоляции во время войны с империей Великих Моголов. В том же году армия Акбара заняла Мерту, а в 1564 году — столицу.

## На службе у Империи Великих Моголов
В ноябре 1570 года Удай Сингх прибыл из Фалоди, чтобы присутствовать при дворе Великих Моголов в Нагоре. На этом суде также присутствовал Чандрасен. Похоже, что и Удай Сингх, и Чандрасен приехали с намерением вернуть Джодхпур. Но Чандрасен покинул двор вскоре после своего прибытия . При этом дворе Удай Сингх получил мансаб в 800 человек вместе с Самавалли и поступил на службу к Моголам . После этого он получил возможность доказать свою ценность как воина и командира в экспедициях против Гуджары из Самавалли и Раджа Мадхукар Бундела.
В 1574 году Удай Сингх потерял Фалоди, когда могольский император Акбар Великий даровал его Бхакхарси, сыну Равала Харраджа.
После смерти Чандрасенса в 1581 году княжество Марвар было ликвидировано и передано нескольким вождям раджпутов, которые помогали Моголам против Чандрасена. Раджа Биканера был назначен губернатором Марвара, в то время как сыновья Малдео были изгнаны.

## Правление
В августе 1583 года император Акбар даровал трон Джодхпура Удаи Сингху. Вскоре он был отправлен в экспедицию против Музаффар-хана из Гуджарата, и Гуджарат был присоединен к империи Великих Моголов. После этого силы во главе с Удай Сингхом и другими начали усмирять мятежного вассала Даулат Хана Лоди. Его посылали в различные экспедиции против правителей Раджастана и мятежных вождей Моголов. Удай Сингх, с помощью императора Великих Моголов, наконец-то преуспел в достижении своей двухдесятилетней мечты вернуть землю своих предков.
В надежде получить дополнительные милости императора Великих Моголов, Удай Сингх решил выдать свою дочь Мани Бай (1573—1619), более известную в народе как Джодх Бай, за наследника империи Великих Моголов, принца Салима. Бракосочетание состоялось в резиденции невесты . После этого брака Акбар даровал ему мансаб 1000 года и присвоил ему титул «раджа» . Этот брак очень хорошо послужил делу дома Марвара. Союз Марвара с Моголами распался бы из-за религиозного отчуждения, если бы могольские императоры Джахангир и Шах-Джахан не были связаны кровными узами. После этого брака Удай Сингх, а также братья и племянники Джодха Бая сумели завоевать доверие к своим современным правилам и были удостоены королевских милостей.

## Каляндас Ратхор
Историк Норман П. Зиглер приводит два рассказа о смерти Каляндаса Ратхора, его племянника. Версия из генеалогии династии Ратхор гласит, что Каляндас обиделся на то, что Удай Сингх отдал свою дочь Джагат Госейн за принца Джахангира, и угрожала убить обоих мужчин. По словам Циглера, если это правда, наиболее вероятным объяснением оппозиции Каляндаса является то, что брак подразумевал подчинение, которое нарушало кодекс чести раджпутов. В этой версии событий, когда новости об угрозах Каляндаса достигли Акбара, могольский император приказал Удай Сингху убить Каляндаса. Какова бы ни была причина разрыва между Каляндасом и моголами, он бежал в форт Сивана. Удай Сингх преследовал его и захватил форт в 1589 году. Каляндас погиб в бою.
По словам Мурардана, Кальян Дас Ратхор обиделся на этот брак и был зол на Мота Раджу и заметил -
Почему дочь вышла замуж за тюрка? Я убью принца и Мота Раджу! 
Когда Мота Раджа услышал это замечание, он сообщил Акбару, который приказал ему убить Кальяна Даса. Кальян Дас бежал из императорского лагеря в Сивану. Удай Сингх отправил двух своих сыновей, Бхопата и Джайсинга, в Сивану. Но форт и противник оказались слишком сильны для них, и они были вынуждены отступить. Перед лицом этого поражения Мота Раджа получил разрешение от Акбара покинуть имперский лагерь. После своего возвращения в Марвар он возглавил отряд против самого Сиваны. Кальян Дас, понимая, что поражение неизбежно, приказал своим женам совершить джаухар, а сам повел своих людей умирать в бою. После этой победы Сивана была передана Моте Раджу.

## Культура
Во время правления Удай Сингха в Марваре развивались искусство и архитектура передышки. Страна, которая была опустошена до прихода раджи, начала быстро расти.
Часть форта в Джодхпуре также была построена раджой. Он также провел административные реформы в Марваре по образцу Великих Моголов. Он также положил начало могольской практике Пешкаша. Система Дах-Чауки также вошла в моду в Марваре во время правления раджи .
Он также построил Девал Рао Малдео, своего отца. Это был первый из королевских кенотафов, построенных в Мандоре.

## Поздняя жизнь и смерть
После победы над Рао Суртаном из Сирохи 18 октября 1592 года Удай Сингх был отправлен в Декан вместе с принцем Мурадом. К концу 1592 года он был назначен Акбаром для управления делами в Лахоре. В 1593 году его снова послали усмирять Рао Суртана. После своего завоевания в Сиване Удай Сингх вернулся в Лахор 15 декабря 1594 года.
Он умер от сердечного приступа в Лахоре, Пенджаб, 10 июля 1595 года. Ему наследовал его старший сын Сур Сингх.